# Philotheria senegalensis
Philotheria senegalensis är en insektsart som först beskrevs av Maximilian Spinola 1839.  Philotheria senegalensis ingår i släktet Philotheria och familjen Dictyopharidae. Inga underarter finns listade i Catalogue of Life.